# Andrew Cowan
Andrew Cowan (Duns, 13 dicembre 1936 – Berwick-upon-Tweed, 15 ottobre 2019) è stato un pilota automobilistico e dirigente sportivo britannico, vincitore del campionato rally scozzese 1976, nonché fondatore e direttore della scuderia Mitsubishi Ralliart fino al suo pensionamento avvenuto il 30 novembre 2005.

## Riconoscimenti
- 2013: Rally Hall of Fame